# Hypostomus robinii
Hypostomus robinii es una especie de peces de la familia Loricariidae en el orden de los Siluriformes.

## Morfología
Los machos pueden llegar alcanzar los 16 cm de longitud total.

## Distribución geográfica
Se encuentra en la Isla de Trinidad.